# Melitopol
Melitopol (ucraineană Меліто́поль, bazat pe greacă Μελιτόπολις   - „orașul mierii”) este un oraș și un municipiu din regiunea Zaporijjea din sud-estul Ucrainei. Este situat pe râul Molocina care curge la marginea de est a orașului, și se varsă în Molocinîi Lîman de la Marea Azov. Populația sa în 2021 era aproximativ 150,768.
Melitopol este al doilea oraș ca mărime din regiune după Zaporijjea. Este reședința raionului Melitopol.
Orașul este situat la intersecția a două autostrăzi europene majore: E58 Viena – Ujhorod – Chișinău – Rostov-pe-Don și E105 Kirkenes – Sankt Petersburg – Moscova – Kiev – Ialta. Prin Melitopol trece o linie de cale ferată electrificată de importanță internațională. Orașul era numit „poarta Crimeii”; înainte de ocupația rusă a Crimeei în 2014, 80% din trenurile de pasageri care se îndreptau spre peninsulă treceau prin oraș, iar în timpul verii traficul rutier ajungea la 45.000 de vehicule pe zi.

### Războiul ruso-ucrainean
În timpul invaziei ruse în Ucraina din 2022, Melitopol a fost atacat de forțele ruse pe 25 februarie și capturat după lupte grele spre 1 martie. Primarul Ivan Fedorov a promis să nu coopereze, iar localnicii au ieșit în stradă pentru a protesta împotriva ocupației ruse. Pe 11 martie Fedorov a fost răpit de armata rusă și eliberat cinci zile mai târziu, ca parte a unui schimb de prizonieri. Între timp, forțele ruse au încercat să o instaleze în funcția de primar interimar pe fosta consilieră Halîna Danilcenko din Blocul de Opoziție. Consiliul Local Melitopol a declarat că aceasta a fost o încercare de „creare ilegală a unei administrații de ocupație” și a făcut apel la Procurorul General al Ucrainei să demareze o anchetă preliminară împotriva lui Danilcenko și a partidului său. Pe 23 martie 2022 primarul în exil Fedorov a raportat că orașul se confruntă cu probleme cu alimentele, medicamentele și aprovizionarea cu combustibil și că armata rusă confiscă afaceri, intimidează populația locală și a reținut mai mulți jurnaliști. Pe 30 mai o bombă a explodat în centrul Melitopolului în timpul distribuției de ajutor umanitar printre rezidenții locali, rănind cel puțin trei persoane, potrivit site-ului web al comisiei de investigație ruse, care îi numește pe „sabotorii ucraineni” drept posibili autori. Într-o declarație din exil Ivan Fedorov a făcut aluzie la posibilitatea ca bombardamentul să fie legat de luptătorii locali din rezistența ucraineană. Pe 6 iunie 2022 trupele ruse au părăsit „aproape toate” punctele de control militare din jurul Melitopolului, pe fondul progreselor ucrainene, potrivit primarului Fedorov.

## Demografie
Componența lingvistică a orașului Melitopol
     Rusă (78,14%)
     Ucraineană (20,42%)
     Alte limbi (0,63%)
Conform recensământului din 2001, majoritatea populației orașului Melitopol era vorbitoare de rusă (78,14%), existând în minoritate și vorbitori de ucraineană (20,42%).